# Queensrÿche
I Queensrÿche (pronuncia americana [ˈkwiːnzɹaɪk]) sono un gruppo heavy metal statunitense formatosi a Bellevue, un sobborgo di Seattle, nel 1981. La band ha registrato sedici album in studio ed è ancora oggi in piena attività.
Grazie anche alle loro innumerevoli influenze, in particolare progressive, i Queensrÿche hanno raccolto molto successo, vendendo più di 20 milioni di album nel mondo, più di 6 milioni dei quali nei soli Stati Uniti d'America. Assieme ai Fates Warning sono accreditati come i primi gruppi che abbiano sviluppato un primo embrione di progressive metal e influenzato i gruppi successivi del genere.

## Storia del gruppo

### Dai The Mob ai Queensrÿche (1979-1983)

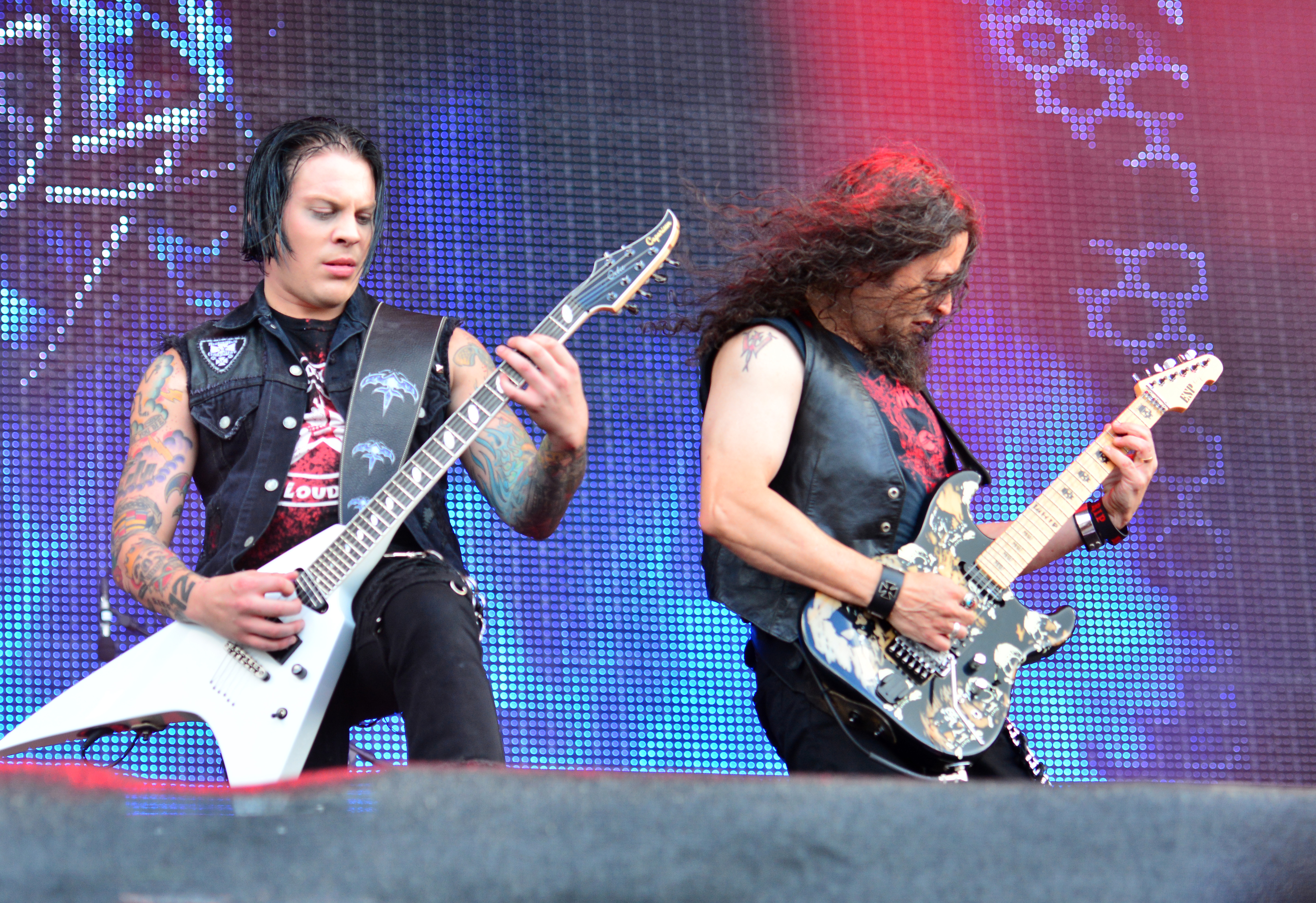
Parker Lundgren e Michael Wilton al Wacken Open Air 2015

Le origini dei Queensrÿche affondano nei primi anni ottanta. Il chitarrista Michael Wilton e il batterista Scott Rockenfield erano membri della band Cross+Fire, che suonava cover di popolari gruppi heavy metal come gli Iron Maiden e i Judas Priest.  Dopo poco entrarono a far parte della formazione dei Cross+Fire il chitarrista Chris DeGarmo ed il bassista Eddie Jackson, e la banda cambiò nome in The Mob. I The Mob, che non avevano un cantante, reclutarono Geoff Tate per cantare con loro in un rock festival locale.  A quel tempo Tate faceva anche parte di un altro gruppo, i Babylon, mentre in precedenza, nel 1979, militava in una cover band chiamata Tyrant assieme al chitarrista Adam Bomb.

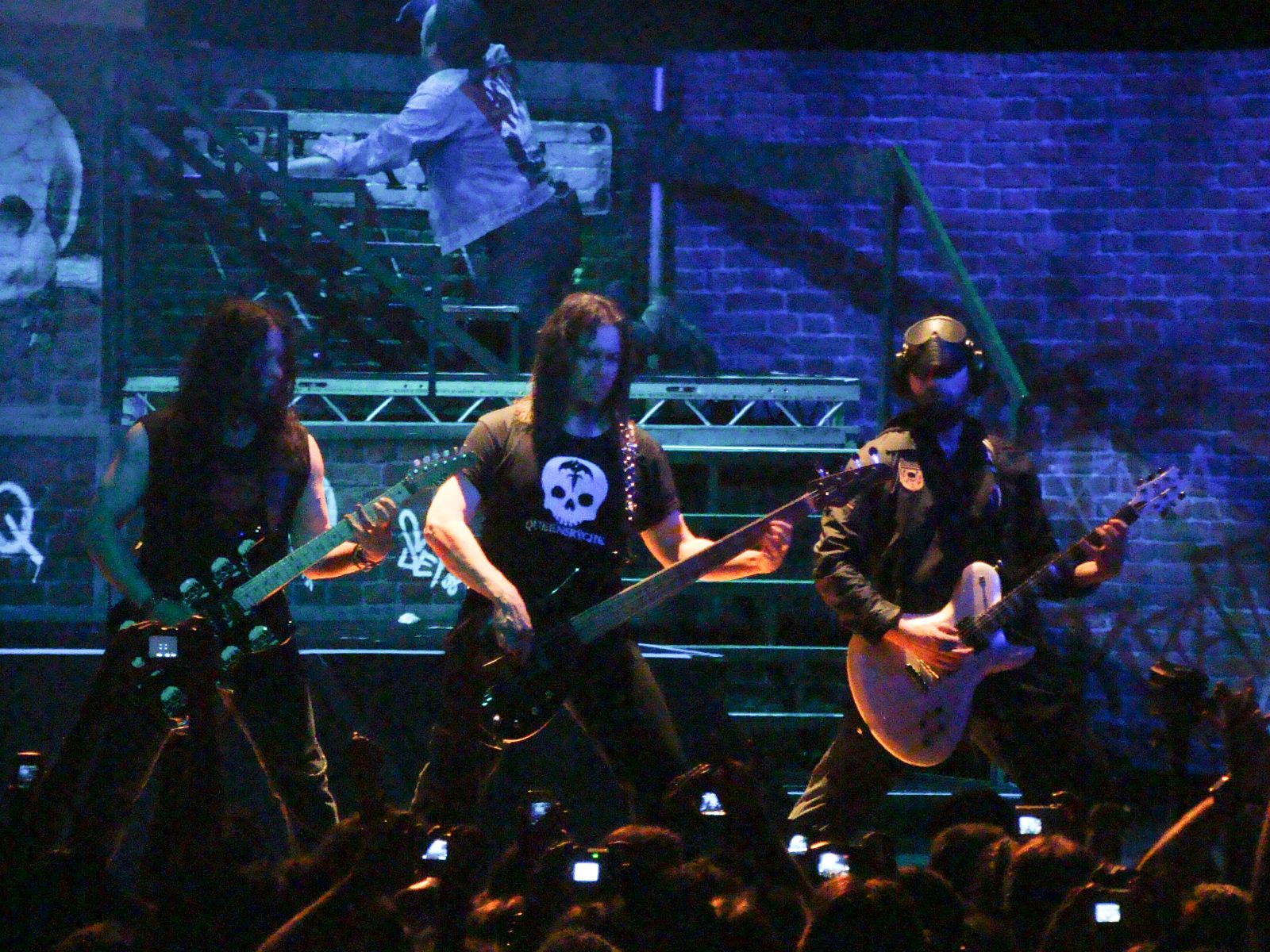
Wilton, Eddie Jackson e Mike Stone in concerto a Barcellona nel 2008

Dopo lo scioglimento dei Babylon, Tate partecipò ad alcuni spettacoli con i The Mob, ma li lasciò perché non era più interessato a partecipare in una cover band e quindi cantare materiale heavy metal di altri gruppi e solo in seguito il gruppo inizierà a scrivere materiale proprio.
Nel 1981 i The Mob misero insieme abbastanza fondi per registrare un demo con composizioni proprie. Ancora una volta, fu chiesto l'aiuto di Tate. Il gruppo incise quattro pezzi: Queen of the Reich, Nightrider, Blinded e The Lady Wore Black. Il gruppo sottopose il proprio demo a varie etichette e fu rifiutato da tutte. Tate era ancora parte dei Myth e aveva partecipato alle incisioni contro la volontà degli altri membri, che non approvarono il comportamento del cantante. Su consiglio del loro nuovo manager, i The Mob cambiarono il loro nome in Queensrÿche (chiaramente ispirato al titolo del primo pezzo del loro demo). Furono la prima band ad aggiungere l'heavy metal umlaut alla lettera Y. Come scherzava tempo dopo Tate: «L'umlaut sulla Y ci ha ossessionato per anni. Abbiamo speso undici anni nel tentare di spiegare la sua pronuncia».
Il demo stava largamente circolando e ricevette una calorosa recensione sulla rivista Kerrang!. Sulla scia della crescente attenzione che li circondava, i Queensrÿche pubblicarono nel 1982 il loro EP omonimo attraverso la propria etichetta 206 Records. Visto il successo dell'EP, Tate lasciò definitivamente i Myth e divenne il cantante e frontman dei Queensrÿche. Nello stesso anno, la band firmo per la EMI e ripubblicò Queensrÿche con un discreto successo, raggiungendo la posizione numero 81 nella classifica di Billboard.

### The WarningeRage for Order(1984-1987)

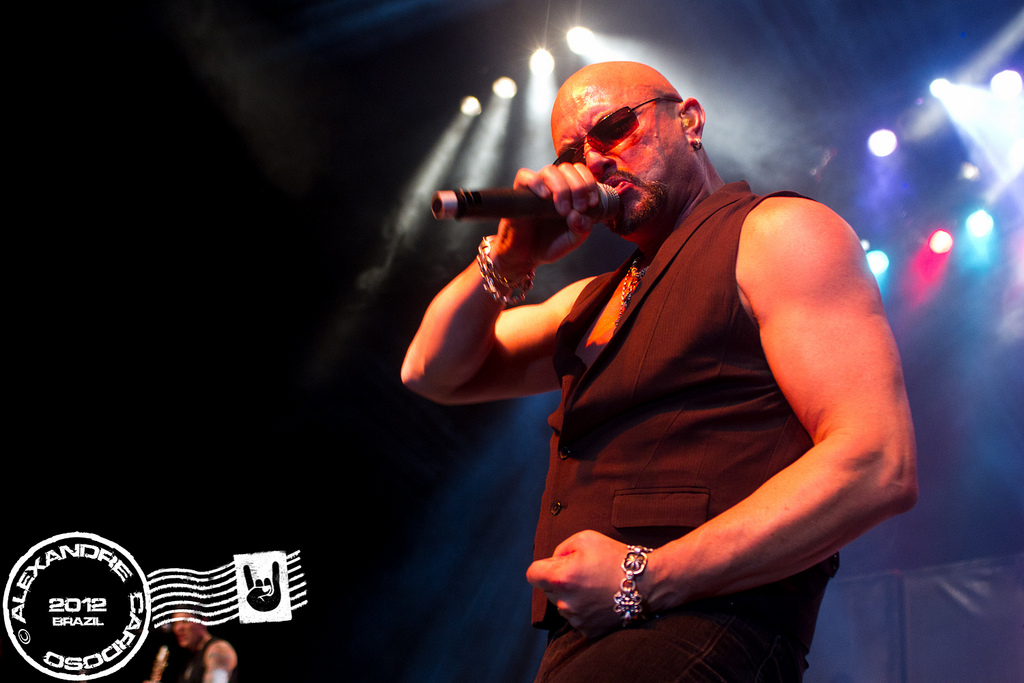
Geoff Tate a San Paolo nel 2012

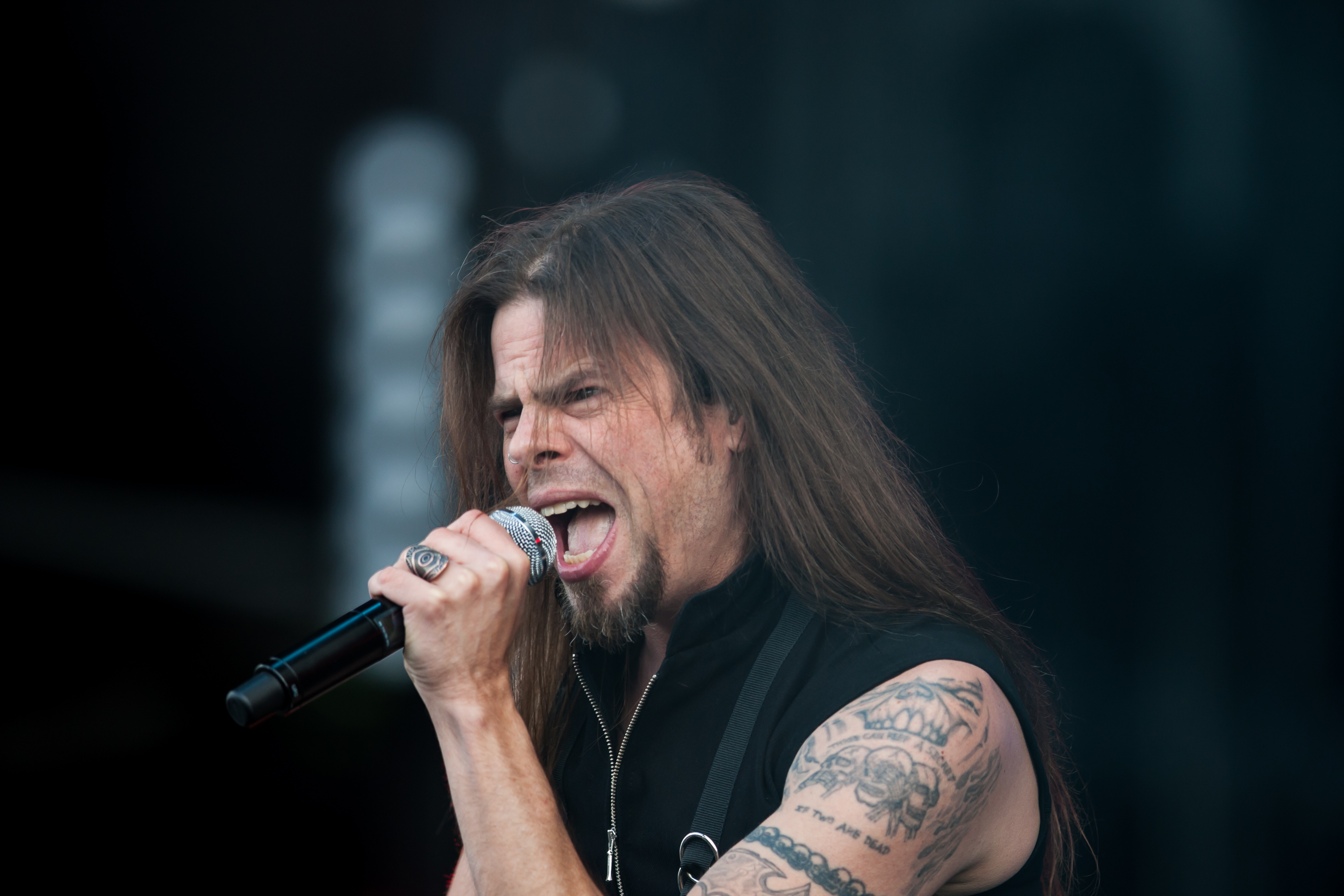
Todd LaTorre

Dopo il tour dell'EP, i Queensrÿche si recarono a Londra per registrare il loro primo album. La band lavorò col produttore James Guthrie, che aveva collaborato con Pink Floyd e Judas Priest.  Pubblicato nel settembre 1984, The Warning conteneva maggiori elementi progressive che il disco di debutto.  Raggiunse la posizione numero 61 nella classifica degli album di Billboard, un discreto successo commerciale. Mentre nessuno dei singoli tratti da The Warning entrò in classifica in patria, all'estero "Take Hold of the Flame" fu un successo, in particolare in Giappone.
Rage for Order, pubblicato nel 1986, introdusse un look ed un suono più pulito per i Queensrÿche. Nell'album le tastiere erano rilevanti quanto le chitarre, e il gruppo adattò look e sonorità vicine all'hair metal.

### Operation: MindcrimeedEmpire: il successo (1988-1996)

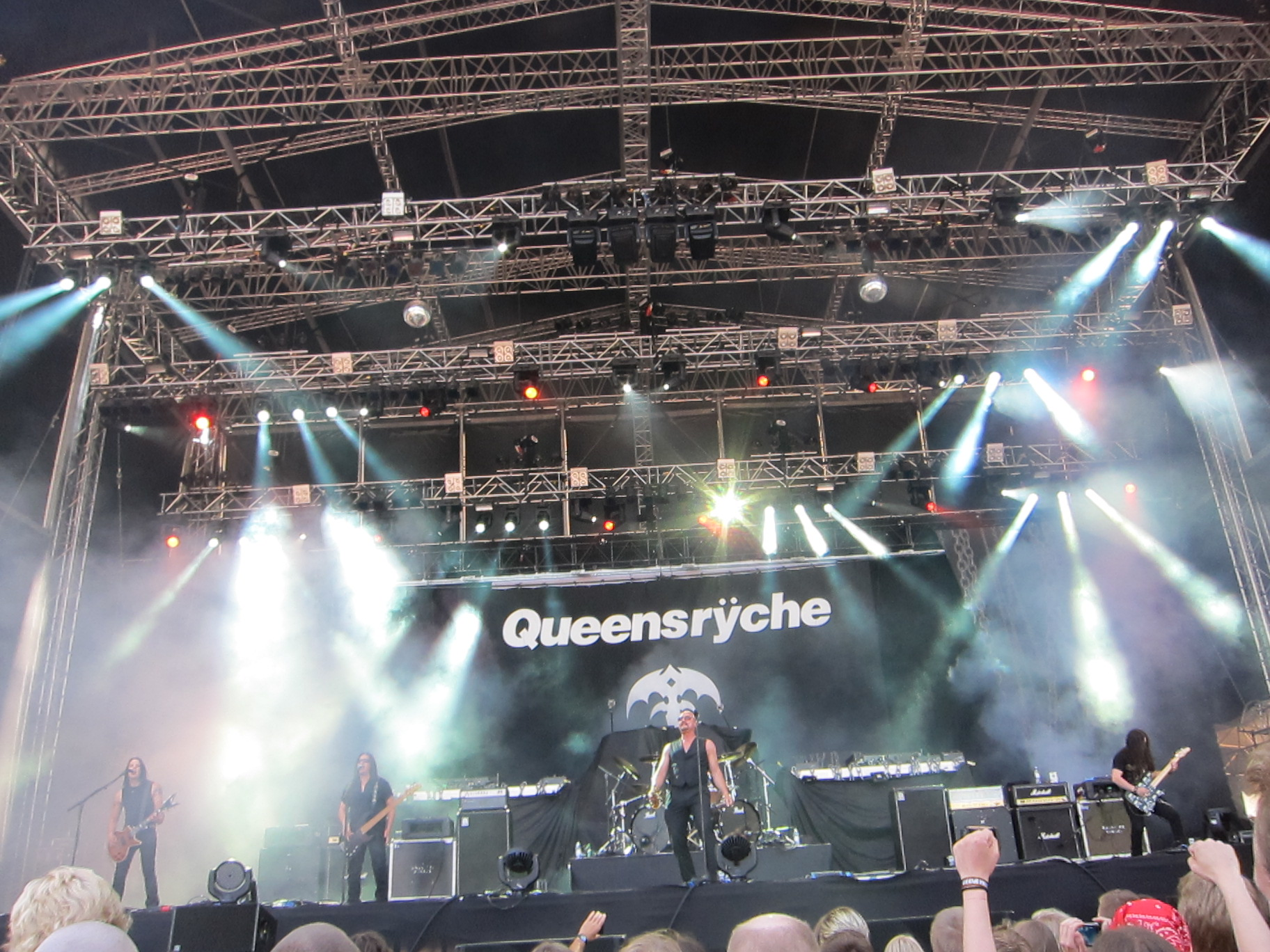
I Queensrÿche al Sauna Open Air 2011

Nel 1988, i Queensrÿche pubblicarono Operation: Mindcrime, un  concept album narrativo che si dimostrò un enorme successo di critica e di pubblico. La storia dell'album ruotava attorno a un tossicodipendente che viene drogato per commettere degli omicidi per conto di un movimento clandestino; il tossico ("Nikki") è lacerato tra la sua malriposta lealtà alla causa e il suo amore per una prostituta redenta che si è fatta suora  ("Mary") che incontra sulla sua strada. "Mindcrime" è stato spesso menzionato dalla critica a fianco di altri notevoli concept album come The Wall dei Pink Floyd, Tommy degli Who o The Lamb Lies Down on Broadway dei Genesis. La band rimase in tour per gran parte del 1988 e del 1989 suonando con diversi gruppi, tra cui i Metallica.
L'uscita di Empire (1990) portò i Queensrÿche all'apice della loro popolarità commerciale. Negli Stati Uniti l'album vendette oltre 3 milioni di copie, più di tutti i loro quattro precedenti album messi insieme. Vinse 3 dischi di platino, grazie anche al brano Silent Lucidity che raggiunse la 1ª posizione nelle Mainstream Rock Songs e la 9ª nella Billboard Hot 100. Mentre la band conservò l'attenzione ai problemi sociali (toccando argomenti come la politica sulle armi e l'ambiente), gli arrangiamenti di Empire erano più diretti di qualsiasi cosa avessero pubblicato prima.
Il successivo tour Building Empires fu il primo da headliner per i Queensrÿche. Il gruppo ne approfittò per eseguire Operation: Mindcrime nella sua interezza, insieme ad alcune canzoni tratte da Empire. Il tour durò 18 mesi e fu il più lungo che la band abbia mai fatto.
Dopo essersi presa una pausa per risolvere alcune questioni personali, nell'ottobre 1994 la band pubblicò Promised Land (un CD-ROM collegato, che conteneva un gioco ispirato a Promised Land e altri elementi interattivi fu pubblicato nel marzo 1996). Si trattava di un album oscuro e intensamente personale, che rifletteva lo stato mentale della band in quel periodo.  Anche se l'album debuttò al 3º posto in classifica e fu certificato disco di platino, non ebbe chiaramente lo stesso successo commerciale di Empire.  Come era successo a molti altri gruppi heavy metal e hard rock, le fortune commerciali dei Queensrÿche declinarono, mentre montava la popolarità del grunge e del rock alternativo.

### 1997: Anno di cambiamenti

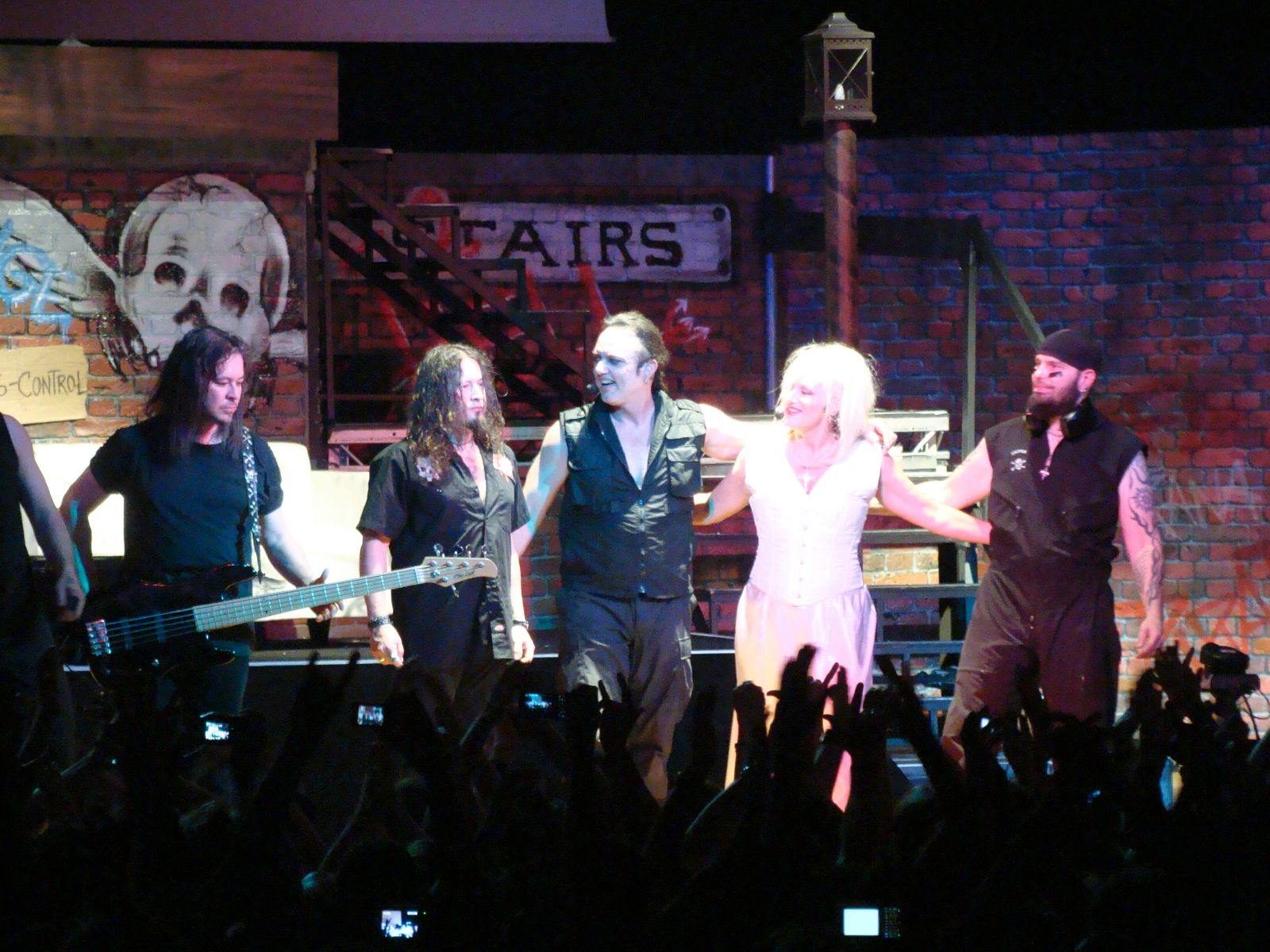
I Queensrÿche nel 2008 in promozione del tour di Operation Mindcrime II

Nel marzo 1997 i Queensrÿche pubblicarono il loro sesto album in studio, Hear in the Now Frontier, che ebbe un'accoglienza tiepida da parte di critica e pubblico.  L'album debuttò al 19º posto ma svanì rapidamente dalle classifiche. Il sound e lo stile dell'album era più basilare e spoglio di tutto quello che la band aveva pubblicato prima, e alcuni fan e critici indicarono lo stile grunge come una delle principali influenze del disco. A dispetto della reazione, i singoli Sign of the Times e You furono trasmessi con intensità dalle radio.
Ad aggiungersi alle deludenti vendite dell'album arrivarono dei problemi che tormentarono la band durante il tour successivo. Meno di un mese dopo l'inizio del tour di Hear in the Now Frontier, Geoff Tate si ammalò seriamente e il gruppo fu costretto per la prima volta a cancellare le date di alcuni concerti. Per giunta, l'etichetta con cui la band lavorava da lungo tempo, la EMI America Records, andò in bancarotta durante lo stesso periodo. I Queensrÿche furono costretti a usare il proprio denaro per finanziare il resto del tour, che si concluse in agosto, dopo appena due mesi. In dicembre si esibirono in una manciata di show in Sud America per soddisfare degli obblighi contrattuali, e fu durante questo periodo che il membro fondatore Chris DeGarmo annunciò che avrebbe lasciato i Queensrÿche.
Anche se i motivi ufficiali per la dipartita di DeGarmo non sono mai stati resi pubblici, i membri della band hanno parlato di un esaurimento psicofisico e del desiderio di perseguire interessi al di fuori dei Queensrÿche come possibili ragioni del suo abbandono.  Dopo aver lasciato i Queensrÿche, DeGarmo registrò e suonò alcuni brani insieme a Jerry Cantrell e fece parte di una band dalla vita breve chiamata Spys4Darwin, che pubblicò un solo EP nel 2001.  DeGarmo è ora pilota per una compagnia aerea. Fu sostituito da Kelly Gray per Q2K (1999).

### Il dopo-DeGarmo (1998-2004)

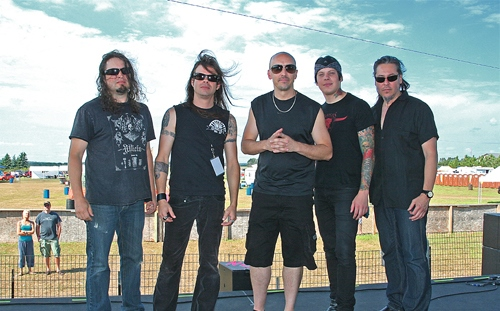
Il gruppo durante un soundcheck all'Halfway Jam nel 2012

DeGarmo fu rimpiazzato dal chitarrista e produttore Kelly Gray. I legami tra Gray e i Queensrÿche risalivano ai primi anni ottanta, quando lui era il chitarrista dei Myth, il primo gruppo di Tate. Gray aveva anche lavorato come produttore per band come Dokken e Candlebox. Il primo album dei Queensrÿche con Gray fu Q2K, del 1999.  Quello fu anche il primo album per la loro nuova etichetta, la Atlantic Records. Dal punto di vista musicale, Q2K aveva ben poca somiglianza al metal progressivo del passato della band, e mostrava un sound spoglio simile a quello di Hear in the Now Frontier. Gray non fu accolto a braccia aperte dai fan, che ritenevano che il suo stile blues non fosse adatto ai Queensrÿche. Inoltre la popolarità in declino costrinse la band a esibirsi in teatri e piccoli locali, invece che in arene e anfiteatri all'aperto.
Dopo l'uscita di un greatest hits nel 2000, i Queensrÿche partirono per un altro tour, stavolta in supporto degli Iron Maiden. Questo permise alla band di suonare per la prima volta al Madison Square Garden. Insoddisfatti per lo scarso supporto ricevuto dall'Atlantic, nel 2001 i Queensrÿche passarono alla Sanctuary Records. Nel luglio dello stesso anno, la band eseguì alcune date al Moore Theater di Seattle. I concerti furono registrati e pubblicati nel settembre 2001 come Live Evolution, il secondo album dal vivo della band. Poco dopo Kelly Gray lasciò i Queensrÿche.
Nella primavera del 2003 la band entrò in studio con solo quattro membri per registrare il nuovo album. In aprile, annunciarono la riunione con Chris DeGarmo, anche se il suo futuro status nella band rimaneva incerto. In luglio, i Queensrÿche pubblicarono il loro primo e unico album di inediti per la Sanctuary, Tribe. DeGarmo, che suonò e contribuì a scrivere quattro brani, non rientrò ufficialmente a far parte della band e non partecipò al tour di supporto.
Il sostituto ufficiale di Kelly Gray risultò essere Mike Stone, che accompagnò la band nel tour di Tribe come secondo chitarrista a fianco di Michael Wilton.  Nel giugno 2003, i Queensrÿche lanciarono un tour con doppia headline insieme a un'altra popolare band progressive metal, i Dream Theater. I due gruppi si alternavano in apertura e in chiusura, e terminavano gli show suonando alcune canzoni insieme. I Fates Warning furono gli special guest del tour.

### Operation: Mindcrime II(2004-2008)
Nel luglio 2004, i Queensrÿche annunciarono la loro intenzione di registrare un seguito dell'album del 1988 Operation: Mindcrime. Per stimolare l'interesse dei fan verso l'album in arrivo, la band intraprese nell'autunno di quell'anno la tournée An Evening with Queensrÿche, composto da un breve set di successi seguito da una versione riveduta di Operation: Mindcrime con attori dal vivo e video; Pamela Moore riprese il suo ruolo di Sister Mary. Alla fine del concerto, attraverso gli altoparlanti il gruppo faceva anche ascoltare una versione pre-registrata di Hostage, un brano dell'album in arrivo. La seconda parte del tour cominciò all'inizio del 2005. Prima di partire per la terza parte del tour nell'autunno 2005, i Queensrÿche fecero anche una tournée con i Judas Priest attraverso il Nord America, eseguendo un set di un'ora composto per la maggior parte dai brani storici della band, oltre che da una canzone tratta dal seguito in via di pubblicazione, intitolata I'm American.
Operation: Mindcrime II è stato pubblicato negli Stati Uniti d'America il 4 aprile 2006 e ha risolto alcune delle questioni poste dal primo album. Si tratta del primo album registrato dai Queensrÿche attraverso la Rhino Entertainment, per la quale avevano firmato nel 2005. Ronnie James Dio ha fornito la voce per il Dr. X, antagonista di entrambi gli album. Il disco ha debuttato al 14º posto, la più alta posizione per un album dei Queensrÿche dal 1997 a questa parte. Il tour di Operation: Mindcrime II è partito nel giugno 2006 e il gruppo ha eseguito interamente sia Operation: Mindcrime che Operation: Mindcrime II.

### American Soldier(2009-2012)
Il 3 febbraio 2009 Mike Stone ha annunciato di avere lasciato il gruppo; a sostituirlo è stato Parker Ludgren, proveniente dagli Sledgeback. Sul finire del marzo 2009 venne pubblicato American Soldier. Si tratta di un concept album sul tema della guerra, basato su una lunga serie di interviste che Geoff Tate ha fatto ad alcuni veterani di guerra americani.

### Fuoriuscita di Tate (2012-presente)
In giugno del 2012 viene resa nota l'uscita dal gruppo del frontman Geoff Tate. Al suo posto è subentrato Todd La Torre, che per un breve periodo, effettivamente due date di prova, ha affiancato i restanti membri del gruppo in un progetto chiamato Rising West.
Nel 2013 è stata aperta una controversia tra Geoff Tate e i rimanenti membri dei Queensrÿche sull'autorizzazione del nome del gruppo. Le due parti sono successivamente giunte in tribunale, il quale ha autorizzato a entrambi l'utilizzo del nome. Di conseguenza, si sono formati due gruppi distinti: il primo è costituito da Eddie Jackson, Scott Rockenfield, Michael Wilton e La Torre, mentre il secondo è composto da Geoff Tate, Kelly Gray, Randy Gane, Rudy Sarzo, Robert Sarzo e Simon Wright. Nel maggio 2013, i Queensrÿche di Tate hanno pubblicato Frequency Unknown, mentre il 24 giugno dello stesso anno i Queensrÿche con La Torre hanno pubblicato l'omonimo Queensrÿche.
Il 28 aprile 2014 è stato reso noto che Tate ha perso ogni diritto sull'utilizzo del nome Queensrÿche, mantenendo comunque la possibilità di eseguire interamente gli album Operation: Mindcrime e Operation: Mindcrime II. Ciò è successivamente culminato con la creazione da parte di Tate di un nuovo gruppo musicale, da lui battezzato Operation: Mindcrime, con il quale ha pubblicato l'album The Key il 18 settembre 2015.
Il 2 ottobre 2015 i Queensrÿche hanno pubblicato l'album Condition Hüman, anticipato a luglio dal brano Arrow of Time.

## Progetti paralleli
Nel 2002 Geoff Tate ha pubblicato un album solista per la Sanctuary Records. Tate è stato in tour per supportare l'album nell'estate del 2002.  Michael Wilton, con la sua band Soulbender, ha pubblicato un album auto-intitolato nel 2004.  Scott Rockenfield e l'ex chitarrista dei Queensrÿche Kelly Gray sono membri degli Slave to the System, che nel febbraio 2006 hanno pubblicato un album di debutto auto-intitolato e hanno fatto un tour nell'aprile dello stesso anno. Rockenfield ha anche collaborato a una serie di progetti insieme al musicista Paul Speer. Rockenfield/Speer sono stati nominati per un Grammy Award (nella categoria Miglior Video Musicale, Forma Lunga) per TeleVoid, pubblicato nel 1999.

## Formazione
Attuale
- Michael Wilton – chitarra, cori (1982-presente)
- Eddie Jackson – basso, cori (1982-presente)
- Mike Stone – chitarra, cori (2002-2009, 2021-presente)
- Todd La Torre – voce (2012-presente), batteria (2018-presente)
- Casey Grillo – batteria (2020-presente, turnista 2017-2020)

Ex-componenti
- Kelly Gray – chitarra, cori (1998-2001)
- Chris DeGarmo – chitarra, cori (1982-1998, 2003)
- Geoff Tate – voce, tastiera, sassofono (1982-2012)
- Scott Rockenfield – batteria, percussioni, tastiera, orchestrazione (1982-2021)
- Parker Lundgren – chitarra, cori (2009-2021)

## Discografia
- 1984 – The Warning
- 1986 – Rage for Order
- 1988 – Operation: Mindcrime
- 1990 – Empire
- 1994 – Promised Land
- 1997 – Hear in the Now Frontier
- 1999 – Q2K
- 2003 – Tribe
- 2006 – Operation: Mindcrime II
- 2009 – American Soldier
- 2011 – Dedicated to Chaos
- 2013 – Frequency Unknown (pubblicato dalla versione dei Queensrÿche con solo Geoff Tate)
- 2013 – Queensrÿche
- 2015 – Condition Hüman
- 2019 – The Verdict
- 2022 – Digital Noise Alliance